# КАМАЗ-5262
КАМАЗ-5262 — опытный высокопольный автобус большого класса производства Камского автомобильного завода. Был выпущен в 1993 году в единственном экземпляре. Данный проект стал первой попыткой автозавода создать автобус на собственном шасси.

## История создания
В 1993 году в Набережных Челнах на базе автозавода КАМАЗ было создано акционерное общество «КАМАЗавтобуспром» — его учредителями стали АО «КАМАЗ» (51 %) и АО «Татавтотранс» (49 %), представляющее интересы правительства Татарстана.
Плодом работы данного предприятия стал опытный образец городского автобуса КАМАЗ-5262.
Новый автобус разрабатывали опытные конструкторы из Украинского автобусного промышленно-проектного института (город Львов). По некоторым оценкам, новый автобус должен быть вдвое дешевле иностранных автобусов Mercedes, которые Татарстан в начале 1990-х гг. закупил в Турции по 100 тыс. $ за единицу. Наблюдатели в 1990-х гг. отмечали, что запуск в серию модели 5262 позволил бы КАМАЗу потеснить на рынке единственного в европейской части России производителя автобусов — Ликинский автобусный завод (ЛиАЗ). По оценкам специалистов, новый автобус КАМАЗа обладал лучшими ходовыми качествами по сравнению с моделью ЛиАЗа с Камазовским двигателем (240 л. с.).

## Технические характеристики
Новая модель городского автобуса КАМАЗ-5262 на момент создания соответствовала всем действовавшим на тот момент российским нормативам — автобус имел 3 широких двери, 28 сидячих мест, номинальная вместимость — 114 человек, при загрузке в «час-пик» — до 200 человек. В новом автобусе использовался КАМАЗовский силовой агрегат с принципиально новым двигателем. До этого КАМАЗовские моторы имели мощность не выше 205 л. с., новый же двигатель, созданный под руководством главного конструктора двигателей КАМАЗа Даниса Валеева, имел турбонаддув и обладал мощностью 240 л. с.

## Презентация
Презентация первого собранного экземпляра состоялась в первый день весны 1993 года в Казани. Позднее КАМАЗовский автобус полностью прошёл сертификационные испытания.

## Планы производства
Проект производства автобусов КАМАЗ-5262 разработчикам данной машины удалось включить в Федеральную программу развития российского транспорта. На момент выпуска первого прототипа «КАМАЗавтобуспром» уже имело заказ на 750 автобусов от Министерства транспорта РФ и почти на столько же — от правительства Татарстана. Кроме этого, на базе КАМАЗ-5262 был разработан ряд модификаций автобусов (сочлененный, междугородный, сельский). В дальнейшем в Набережных Челнах планировалось начать выпуск троллейбусов. К 1997 году «КАМАЗавтобуспром» планировал достичь проектной мощности — 2000 автобусов в год.

## Дальнейшая судьба
Начало серийного выпуска нового автобуса было запланировано на 1994 год, но случилось непредвиденное — 14 апреля 1993 года полностью сгорел завод двигателей КАМАЗа. В этой ситуации разработку собственного автобуса пришлось отложить до лучших времен. И хотя завод двигателей был восстановлен в кратчайшие сроки и уже в декабре 1993 года дал первую продукцию, проект автобуса КАМАЗ-5262 так и не был осуществлен, несмотря на предпринимавшиеся в 1996—1997 гг. попытки дать новую жизнь этому проекту. Тем не менее, спустя несколько лет проделанная работа по проектированию этого автобуса, а также проекта ЧелАЗ-5281 стали основой для реализации нового проекта — автобуса НефАЗ-5299, выпуск которых был налажен в 2000 году на дочернем предприятии КАМАЗа — Нефтекамском автозаводе.